# 江門廣播電視台
江门广播电视台为中华人民共和国广东省江门市的市級廣播電視媒體，以粤语及普通话广播。是台的前身為江門人民廣播電台及江門電視台，其中廣播服務開始提供於1990年7月8日，電視服務開始提供於1987年1月28日。二者後於2004年3月23日合併成立江門廣播電視台。

## 历史

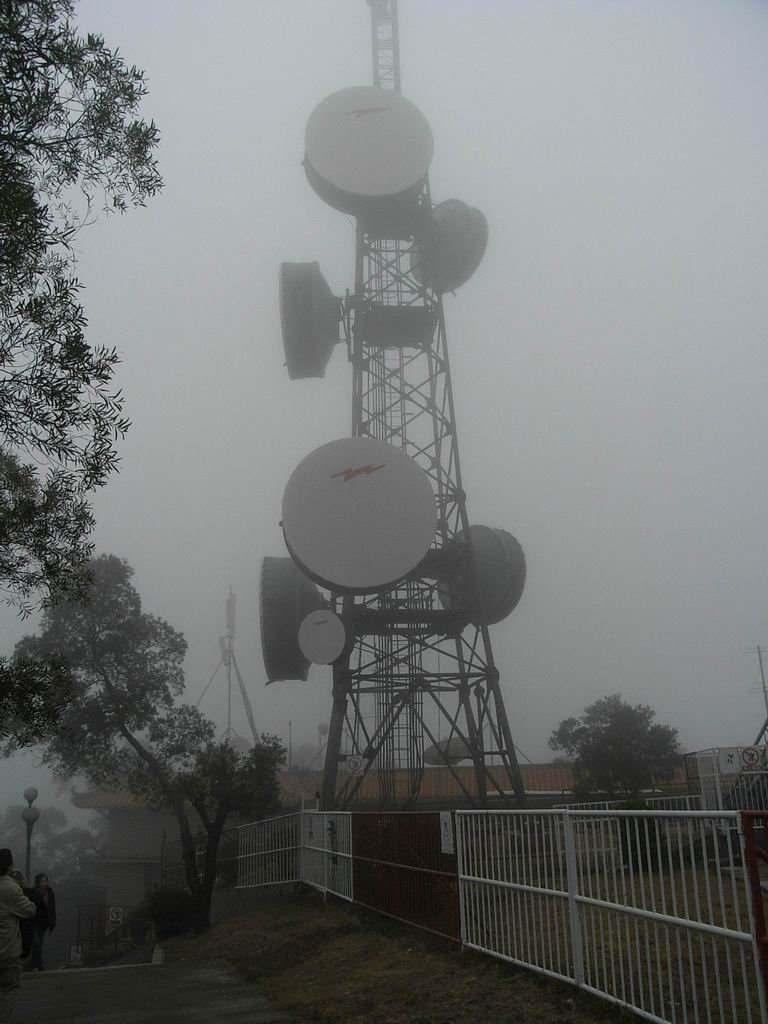
圭峰山上的电视转播台

1974年，江门市广播站在狗山设立电视差转台，并于翌年5月1日开始向江门一带转播电视节目。1983年，江门市、佛山地区等地政府在新会县圭峰山共同投资兴建了调频转播台，1984年，江门电视台正式创立。1987年1月28日，江门电视台开播，透过4频道在狗山发射电视节目:249。1990年7月8日，江门人民广播电台在江门市广播站的基础上成立，随即正式开播，频率为100.2兆赫:1307。而狗山发射台则在1992年迁到新会县圭峰山，令江门电视台的电视信号可以覆盖半径70公里以内的地方，至此江门各县市基本能接收到江门台的信号:1311。
2004年3月23日，江門電視台與江門人民廣播電台合併，掛牌成立江門廣播電視台，為南方廣播影視傳媒集團的下屬單位，同年，江门电台开通第二条广播频率旅游音乐频率，電台頻率為93.3兆赫:394-395。2006年，江門广播電視台開始搬遷，由原本位于狗山脚的舊台址搬到江门市区發展大道的广播电视中心。2014年5月28日，珠三角地级市实施電視互相落地措施，自此佛山、肇慶、惠州、清遠、珠海、东莞、中山等邻近县市的民眾可透过在地的有线电视网络接收江门电视台新聞綜合頻道的讯号。
2022年6月18日，江门广播电视台调整旗下电视频道，其中停播教育频道，而公共频道则转型成为侨乡生活频道。2025年7月，广电总局公布新一批电视频道名录，已不存在侨乡生活频道，预计该频道将在不久后停播。

## 旗下资产
江門廣播電視台為中共江門市委直屬事業單位，並由中共江門市委宣傳部直接主管。擁有2條電視頻道與2條廣播頻率。此外，该台還擁有自己的官方網站、微信公眾號、新浪微博、行動應用程式「邑网通」等新媒體平台。

### 电视频道
| 頻道名稱     | 语言        | 广播格式                    | 啟播時間      | 频道前身   | 備註                                                                                               | 備註 |
| 综合频道     | 普通話 粤语 | SD: PAL 576i 16:9 HD: 1080i | 1984年6月27日 | 江门电视台 | 江门市第一個無線電視頻道，現時以新聞、時事、專題類節目為主                                         |      |
| 侨乡生活频道 | 普通話 粤语 | SD: PAL 576i 16:9 HD: 1080i |               | 公共频道   | 江门市第一個有線電視頻道，原為政策性電視頻道，2022年轉型為侨乡生活频道，現時以生活、消閒類節目為主 |      |

#### 停播频道
- 教育频道：前身为江门市教育电视台，1993年开播[3]:1310，于2022年6月18日停播。

### 广播频率
| 頻道名稱 | 语言   | 频道频率 | 啟播時間 | 频道前身                     | 備註                                                         |
| 综合广播 | 普通話 | FM100.2  | 1990年   | 江门人民广播电台             | 以新聞為主，集新聞性、公益性、服務性、監督性為一體的綜合頻率 |
| 旅游之声 | 普通話 | FM93.3   | 2004年   | 江门人民广播电台旅游音乐频道 | 主要為游客服務的頻率，提供生活資訊、服務類、音乐節目         |

## 節目
作为中共江门市委、江门市人民政府的市級廣播電視媒體，江门广播电视台有資格組織編排製作廣播電視節目，并负责转播中央和省级广播、电视节目，以服務中國共產黨、中华人民共和国各級政府的政治宣傳。该台的广播频率以及电视频道在每天晚上也会分别轉播中央人民广播电台的《全國新聞聯播》以及中国中央电视台的《新闻联播》等新聞節目。在廣播部門，除自辦新聞欄目《新闻联播》、《午间直播室》外，《健仔音乐杂志》、《十八廿二缤纷酥》、《一不小心上了镜》等文艺节目也是广播部收听率较高的节目:1308，其中《健仔音乐杂志》以播送推介中文流行音樂经典作品为主，始于创台初期，亦为江门电台最早的文艺节目之一:175。
在電視部門，江门广播电视台主要以汉语普通话、粤语两种语言播出，《江門新聞》是該台最主要的自辦電視新聞欄目，其隨電視台而創立:1312:249，并以報導在地新聞見長。以粵語播送的民生新聞《新闻共同睇》也是該台電視部門較重要的地方電視新聞資訊節目。而在文艺、娱乐节目方面，电视部播出的剧集、戏曲也多以粵語播送。

## 争议
2011年，廣東省高級人民法院終審判決认为江門有線電視和江門電視台在有線電視及網站盜播電影《三分鐘先生》为侵犯版權行為，并要求其向著作權持有者作出賠償。